# جرمی هیوارد
جرمی هیوارد (انگلیسی: Jeremy Hayward؛ زادهٔ ۳ مارس ۱۹۹۳) بازیکن هاکی روی چمن اهل استرالیا است. هیوارد به عنوان یک بازیکن دفاعی در تیم ملی هاکی استرالیا بازی می‌کند و در تیم های باشگاهی مختلفی نیز به میدان رفته است. او در سال ۲۰۱۶ در المپیک ریو دو ژانیرو به همراه تیم ملی هاکی استرالیا شرکت کرد و به کسب مدال برنز در این رقابت‌ها کمک کرد. همچنین، او در جام جهانی هاکی روی چمن ۲۰۱۴ و ۲۰۱۸ نیز به عنوان عضو تیم ملی استرالیا شرکت کرده است.